# One-Two-Two (livre)

One-Two-Two est un livre autobiographique écrit par la dernière patronne de la maison close du même nom .
Il décrit sa vie mais aussi le fonctionnement de l'établissement, avec ses pensionnaires, son personnel et ses clients.

## Synthèse

### Prologue
Le One-Two-Two était une maison close située au 122 rue de Provence à Paris entre la gare Saint-Lazare et les grands magasins.
Son nom (=1, 2, 2 en anglais) était comme un code pour les clients qui voulaient s'y donner rendez-vous.
Le matin, la rue était très calme. Mais à partir de midi arrivaient les pensionnaires et à compter de 14h les clients. Chaque client était conduit dans une des 4 cabines d'attente (pour éviter que les clients ne risquent de se rencontrer). Puis il passait au salon de choix, une grande pièce avec au centre une colonnade circulaire, des piédestaux entre les colonnes et près des murs. Les pensionnaires étaient debout sur ces piédestaux ou assises sur le tapis du sol en robe du soir, épaules nues, parfois un sein à découvert. Le client faisait son choix. La jeune femme lui disait "Bonsoir, ami", lui serrait la main et ils montaient tous deux par un ascenseur vers la chambre retenue. Quand c'était terminé, la femme devait dire : "au revoir ami, j'espère te revoir bientôt". Le client payait à la sortie après avoir donné son opinion sur la fille.
Pour une description des diverses chambres, avec leurs décors sophistiqués tous différents, voir :

### Fabienne
Fabienne, de son vrai nom Georgette Pélagie, née en 1910, était la fille d'une concierge et d'un inspecteur à la brigade des mœurs. Celui ci, volage, profitait de son emploi de surveillance de la prostitution au bois de Boulogne pour faire l'amour avec les filles du bois. Sa femme, jalouse, le fit réformer de la police. Le couple acheta un hôtel de passe. Il s'entendait mal car le père était amoureux d'une femme de chambre de l'hôtel.
À 17 ans, Fabienne quitta ses parents pour son amoureux qui la mit sur le trottoir. Sa mère décéda peu après. Cette vie lui convenait assez bien, mais elle trouvait qu'elle devait donner trop d'argent à son protecteur. Après des essais divers, elle entra comme pensionnaire au One-Two-Two d'où elle fut rapidement renvoyée car elle cachait une partie de l'argent qui devait revenir à l'établissement. Elle travailla dans diverses maisons closes à Paris et à Marseille. C'est là qu'elle reçut ce prénom de Fabienne qui n'était pas le sien à l'origine. Puis, elle finit par être reprise au One-Two-Two dirigé par Marcel Jamet et sa femme Doriane.
Elle connut le succès grâce à son éducation qui lui permettait de tenir des conversations avec les clients les plus huppés. On la payait donc aussi pour simplement sortir avec certains d'entre eux. Elle gagnait bien sa vie, mais dépensait des fortunes en toilettes et bijoux.
Pendant les événements de février 1934, le One était couvert d'échafaudages pour le surélever de 3 à 7 étages en raison du succès. Les émeutiers montèrent dans les échafaudages pour échapper à la police. Craignant un accident nuisible à son image et pour ses vitres, Marcel ordonna de laisser entrer les personnes le temps que la situation se calme.
Quand un  client amoureux proposa à Fabienne de lui donner un appartement et de l'entretenir, Marcel l'éleva au rang de gouvernante. Elle n'eut donc plus à monter avec des clients. Elle se mit en ménage avec une autre pensionnaire de l'établissement.
Les plus grands noms de la politique, du cinéma ou de la chanson, français ou internationaux fréquentaient le One pour simplement se retrouver ou coucher avec des filles .
En août 39, Doriane quitta Marcel pour un attaché de l'ambassade d'Albanie. Du coup Marcel, qui n'avait pas le droit de gérer la maison, demanda à Fabienne de prendre les choses en main alors qu'elle-même devait partir sur la côte d'Azur. Et peu à Peu, Fabienne remplaça Doriane dans le cœur de Marcel, malgré une tentative de retour de celle-ci.

### L'exodeet l'occupation
En mai 40, après avoir laissé une gérante et quelques filles au One, Marcel et Fabienne quittèrent Paris avec 2 voitures, quelques proches et des provisions du genre champagne et foie gras. Mais rapidement, ils furent rattrapés par les Allemands et rentrèrent à Paris. Au passage, ils constatèrent les dégâts de la guerre à Tours et le pillage par des Français de leur villa où ils avaient stocké leur champagne.
À Paris, le One avait maintenant pour clientèle de simples soldats allemands peu argentés. Fabienne réussit à le faire réserver aux officiers en allant voir la Kommandantur place de l'opéra. Et aussi à permettre le retour des clients français.
Avec les officiers allemands et les clients français le One connaissait une grande prospérité. Surtout avec des intermédiaires comme Joseph Joanovici, le commandant de l'Abwerh Wilhelm Radecke ou le responsable des achats pour l'Allemagne Otto Brandl.
Avec les restrictions de l'occupation, ils devaient se rendre dans leur propriété de Villorceau (Loiret) pour s'approvisionner. Ils devaient aussi aller voir un vigneron pour s'approvisionner en champagne. Et installer un jour un groupe électrogène à cause des coupures d'électricité.
En 1942, Fabienne accepta d'épouser Marcel après avoir hésité car il était plus âgé de 20 ans et elle craignait de perdre sa liberté. Il en a résulté un repas de noces de 50 couverts avec 176 bouteilles de champagne et 34 magnum. Fréhel y a chanté. Ce fut le seul soir où le One a fermé à 20h. Fabienne embaucha son père veuf comme sommelier du One et sa nouvelle femme comme caissière.
S'ajouta la clientèle des truands, parfois liés à la Gestapo. Ils devaient donner leurs armes à Fabienne qui les enfermait dans un coffre. Fabienne fut arrêtée quelque temps à la suite de l'assassinat d'un officier allemand par des truands qui sortaient du One. Elle accueillit son frère évadé d'un camp de prisonniers allemand et l'envoya dans leur propriété du Loiret. Elle recueillit aussi un aviateur canadien abattu et le remit à la Résistance.

### La Libération
Le One fêta dignement la Libération en accueillant la division Leclerc.
Mais les soldats américains s'avérèrent mal élevés. Ils menaçaient les cuisiniers pour avoir des épis de maïs grillés, tiraient au revolver dans la chambre japonaise sous prétexte qu'ils étaient en guerre contre le Japon, étaient tout le temps ivres, entraient par une fenêtre dérobée, oubliaient leurs armes et leurs équipements qu'il fallait ramener à la Military Police. L'un d'entre eux essaya d'étrangler une pensionnaire noire simplement parce qu'elle était noire. Ils se battaient contre les Anglais ou Blancs contre Noirs. Et le matin, vendaient des produits (chocolat, chewing-gum, cigarettes...) aux gens du quartier pour avoir de l'argent afin d'entrer au One. Fabienne finit par obtenir que le One soit réservé aux officiers.
Un groupe d'officiers soviétiques vint un jour, mais refusa de payer en sortant pour ne pas alimenter le capitalisme.
Marcel fut arrêté sur base de fausse dénonciation et emprisonné avec des Français ayant travaillé pour la Gestapo comme Henri Lafont. Fabienne rassembla les témoignages de personnes que Marcel avait aidées. Edgard Pisani, chef de cabinet du préfet de police, pensait que Marcel devait rester en prison pour satisfaire l'opinion publique. Mais Fabienne finit par obtenir sa libération.
Le 22 septembre 44, une patrouille de FFI sous prétexte de perquisition, vola les provisions et tout le contenu de leur maison du Loiret.
Fabienne et Marcel étaient scandalisés des accusations de collaboration visant des personnes qui avaient simplement essayé de vivre pendant l'occupation alors que des trafiquants notoires, parfois anciens clients du One, restaient libres et riches.

### La fermeture
Le One faisait de gros profits, mais était imposé à 67,5 %.
La fermeture des maisons closes avait pour but de mettre un terme à la prostitution. Et c'était une décision qui plairait aux femmes qui venaient d'obtenir le droit de vote. S'ajoutait l'idée que les femmes en maison étaient exploitées et quasiment esclaves. Alors qu'au One, les femmes étaient volontaires, toujours libres de partir et gagnaient beaucoup d'argent.
C'est Marthe Richard, ancienne vraie prostituée et fausse espionne pendant la Première Guerre mondiale qui prit l'initiative de la mesure. Les hommes politiques venus avec De Gaulle n'avaient pas connu Paris ces 4 dernières années et voulaient se faire bien voir de leurs femmes et de leurs électrices. La loi sur la fermeture des maisons closes fut votée par seulement 40 députés présents sur 400 le 6 avril 1946. Mais bizarrement elle n'entrerait en vigueur que 6 mois plus tard. Marcel et Fabienne décidèrent que ce serait la période la plus éclatante du One.
Le 6 octobre, tout s'arrêta. Patrons, personnel, pensionnaires et quelques clients pleuraient autour d'un dernier dîner.

### Après la fermeture
Des centres de reclassement des prostituées avaient été créés. Mais ils fermèrent après deux mois car les filles refusaient de passer d'une vie où elles gagnaient 100,000 francs par jour dans le luxe à 150,000 francs par mois en usine. Elles se retrouvèrent sur le trottoir ou dans des maisons clandestines souvent sordides.
Les hommes mariés à des femmes froides, ceux trop timides, infirmes, souhaitant quelque chose de spécial ou voulant perdre leur pucelage dans de bonnes conditions devaient maintenant chercher une fille dans la rue ou dans des maisons de passe.
Les maisons closes devaient être transformées en résidences pour les étudiants. Cependant Marcel réussit à vendre le One au syndicat patronal des cuirs et peaux de France, mais à un prix dérisoire: 32 millions pour une valeur de 800. Le mobilier fut vendu, les incroyables décors des chambres détruits lors de l'aménagement des bureaux.
Blanche, la gouvernante, mourut de chagrin quelques mois après la fermeture du One.
Le  couple voulait reprendre un hôtel classique, mais la police le menaça de contrôles incessants. Alors il passa 5 ans dans sa propriété du Loiret. Il reprit un restaurant sur les Champs-Élysées et y fit de gros travaux. Mais après l'ouverture, l'interdiction faite par la police aux anciens patrons du One-Two-Two d'accueillir des filles et la jalousie de Marcel conduisirent à la faillite. Le couple vendit alors sa maison du Loiret pour acheter un hôtel-restaurant proche mais après de nouveaux travaux coûteux, ce fut un nouvel échec. De même que la reprise d'un bar à Paris.
Finalement, Marcel devint directeur des cuisines des longs courriers de la Pan American et s'épanouit dans ce rôle. Fabienne devint gérante de maison clandestine à Paris ou en province, une déchéance après le One. Marcel allait la rejoindre les week-ends. Mais Marcel fut atteint d'un cancer et décéda après quelques mois.
Sans argent, Fabienne dut prendre la gérance d'une maison clandestine crasseuse rue des Lombards. Elle imposa la discipline du One à ses 20 filles. Elle ne refusait que les clients noirs, arabes et yougoslaves qui étaient violents avec les filles. Mais elle finit par être arrêtée et condamnée à une amende et à l'indignité nationale.

## LeOne

### Les patrons
- Marcel Jamet était le patron de fait, mais non de droit, car la loi interdisait qu'un homme dirigeât une maison close. Il était d'origine bretonne très modeste, avait gagné sa vie en étant proxénète à Paris et en Argentine, jusqu'à acheter un hôtel de passe ou une maison close et, finalement, le One.
- Doriane sa femme était la propriétaire en droit du One. Marcel l'avait rencontrée quand elle était pensionnaire de la maison close le Chabanais.
- Blanche était la gouvernante (ou sous-maîtresse) chargée de la vie quotidienne de la maison. Petite, forte, toujours en noir, portant perruque, elle ne se mettait en frais de toilette que pour des personnalités.

### La maison
Les chambres, la lingerie et les filles étaient - dit-on - d'une propreté impeccable.
La maison comprenait un restaurant, le bœuf à la ficelle, du nom d'une recette de cuisine. Il pouvait accueillir une cinquantaine de couverts autour d'une table en forme de fer à cheval. Il y avait aussi un café-fumoir : le Miami.

### Les pensionnaires
Elles résidaient chez elles et venaient travailler vers midi. Certaines étaient totalement libres, d'autres avaient un protecteur. Elles bénéficiaient de soins esthétiques et médicaux fournis par la maison.
La maison connaissait une discipline stricte : amendes pour retards, absences ou tenues négligées. Visites médicales réglementaires bi-hebdomadaires, prise de sang mensuelle.

### Les clients
Ils venaient de leur plein gré, car le One ne procédait à aucun racolage, ni publicité . Certains venaient seulement pour se retrouver, dîner au restaurant ou boire un verre au café Miami.
La maison s'efforçait de satisfaire les demandes déviantes sadiques ou masochistes des clients, à condition de ménager les pensionnaires . Pour ceux voulant faire l'amour avec une fillette, on habillait une pensionnaire . de petite taille avec des vêtements d'enfant et le client était satisfait. Cela évitait les viols d'enfant que l'on constate depuis la fermeture des maisons.
Certains clients demandaient à faire l'amour à plusieurs avec une fille ou avec plusieurs filles.
Parmi les  clients, il y avait aussi des curés (en soutane à cette époque) et des aveugles qui choisissait leur partenaire en caressant les filles nues.
Les clientes femmes ne pouvaient pas venir seules. Elles devaient venir accompagnées d'un homme, qui participait ou non aux ébats.

### Quelques chiffres
- Jusqu'à 60 pensionnaires
- Jusqu'à 200 passes par jour
- 120 bouteilles de champagne par jour
- Ouverture chaque jour de 14h à 5h du matin

### Anecdotes
Le livre donne un grand nombre d'exemples d'exigences sexuelles de clients. L'une des plus originales est celle du maharajah de Kapurthala qui avait un œil de verre. Il montait avec 3 filles et ils buvaient tous les quatre énormément de champagne. Quand il était ivre, il perdait son œil et demandait aux filles toutes nues de l'aider à le chercher. Elles prenaient soin de ne pas le trouver. Quand le maharajah en avait assez, il demandait qu'on lui porte l'œil à son hôtel, le Ritz. Finalement, c'est un groom qui venait le lendemain récupérer l'œil, payer la séance et porter des cadeaux pour les filles.